# Тес
Тес (на английски: Tess) е романтичен филм от 1979 г. на режисьора Роман Полански, адаптация на романа на Томас Харди от 1891 г. „Тес от рода д'Ърбървил“.  Филмът разказва историята на волево младо селско момиче (в ролята Настася Кински), което разбира, че има благороднически корени по линия на старото ѝ аристократично фамилно име, и което е изнасилено от богатия си братовчед (Лей Лоусън, Leigh Lawson), чието право на фамилната титла може би не е толкова силно, колкото той твърди. Сценарият е написан от Жерар Браш (Gérard Brach), Джон Браунджон (John Brownjohn) и Роман Полански. Филмът печели три награди „Оскар“ при общо шест номинации.

## Сюжет
Внимание:  Текстът по-долу разкрива сюжета на произведението (или части от него)!
Действието се развива в Уесекс на Томас Харди по време на Викторианската епоха.
Събитията започват, когато духовник, свещеникът Трингъм, разговаря с обикновен фермер, Джон Дърбифийлд. Трингъм е местен историк; по време на изследванията си, той открива, че рода „Дърбифийлд“ е наследник на „д'Ърбивил“, благороднически род, чието родословно дърво достига времената на Уилям Завоевателя. Знанието е безполезно, тъй като семейството губи земите и престижа си, когато мъжките наследници умират. Свещеникът мисли, че Дърбифийлд би желал да знае за произхода си от историческа любознателност.
Дърбифийлд мигновено получава фикс-идеята да възстанови загубеното си благородничество и да го използва за подобряване на богатството на семейството си. Той изпраща дъщеря си Тес да търси работа в семейство, наречено д'Ърбървил, живеещо в близко имение. Алек д'Ърбървил е възхитен да срещне красивата си братовчедка и се опитва да я съблазни с ягоди и рози. Но Алек не е роднина на Тес; той е взел видното си име и герб, купувайки ги. Алек я изнасилва.
Тес се връща вкъщи бременна, но бебето се ражда болно и умира. Известно време по-късно Тес отива в кравеферма и започва да работи като доячка. Там среща истинската си любов – Ейнджъл Клер (Angel Clare), амбициозен млад фермер от уважавано семейство. Той мисли, че Тес е неразглезено селско момиче, напълно невинно. Двамата се влюбват, но Тес не успява да му признае прелъстяването от Алек до брачната им нощ. Обезверен, Ейнджъл я отхвърля.
Изоставена от съпруга си, Тес среща Алек д'Ърбървил отново. Първоначално тя ядосано отблъсква настъплението му. Но след смъртта на баща ѝ, семейство Дърбифийлд изпада в отчаяно тежка ситуация, изправено е пред глад, изгонване от къщата им и бездомие. Тес е принудена да продължи връзката си с Алек, превръщайки се в негова държанка, за да може да подкрепя майка си, братята и сестрите си.
Малко след това Ейнджъл Клер се завръща от странстването си в чужбина. Катастрофално мисионерско пътуване в Бразилия е разрушило здравето му. Смирен и след много време за размисъл, той изпитва угризения относно отношението си към Тес. Успява да я намери, но си тръгва с разбито сърце, когато разбира, че тя живее с Алек. Тес осъзнава, че връщането ѝ при Алек е разрушило шансовете ѝ за щастие с Ейнджъл, и убива Алек.
Бягайки, намира Ейнджъл и се помирява с него; той най-сетне може да я приеме и обгърне като своя съпруга без да съди морално действията ѝ. Двамата консумират брака си, прекарвайки заедно две щастливи нощи, бягайки от закона, преди Тес да бъде заловена, докато спи изтощена върху камък в Стоунхендж. Накрая тя е осъдена и обесена за убийство.

## Актьорски състав
- Настася Кински като Тес Дърбифиийлд
- Питър Фърт (Peter Firth) като Ейнджъл Клер
- Лей Лоусън (Leigh Lawson) като Алек Стоукс-д'Ърбървил
- Джон Колин (John Collin) като Джон Дърбифийлд
- Роузмари Мартин (Rosemary Martin) като госпожа Дърбифийлд
- Каролин Пикълс (Carolyn Pickles) като Мериан (Marian)
- Ричърд Пиърсън (Richard Pearson) като викарий на Марлот as Vicar of Marlott
- Дейвид Маркам (David Markham) като преподобия Клер

## Продукция
Полански е вдъхновен да направи филма след като съпругата му Шарън Тейт (Sharon Tate) му дава да чете романа „Тес от рода д'Ърбървил“, казвайки му, че би направил чудесен филм и изразявайки желание да играе ролята на Тес. Това е последният път, когато той я вижда преди да бъде убита от „Семейство Менсън“. Филмът е посветен на нея.
Полански пише сценария на френски заедно с обичайния си сътрудник Жерар Браш (Gérard Brach). Сценарият е преведен и разширен от Джон Браунджон (John Brownjohn). Сюжетът в общи линии следва този на книгата, въпреки че ролята на сексуалния насилник Алек д'Ърбървил е смекчена. 
Костюмите за филма са създадени от Антъни Пауъл (Anthony Powell). За това той получава третата си награда „Оскар“.
Въпреки че действието във филма се развива в Дорсет, Англия, филмът е заснет на различни места във Франция: най-вече в Нормандия (Котантен, Ла Аг (Cotentin, la Hague): Омонвил-ла-Рог (Omonville-la-Rogue), Екюлвил (Éculleville), Сен-Кроа-Аг (Sainte-Croix-Hague), Льо Ва (le Vast), Брикебек (Bricquebec) и Сен-Жак-дьо-Неу (Saint-Jacques-de-Néhou), тогава в Бретан (Локронан (Locronan), льо Леле (le Leslay) и Нор-Па дьо Кале (Кондет (Condette). По това време Полански живее в Европа, тъй като е издирван като беглец след присъда за секс с малолетна в Съединените щати.  Той е избягал преди присъдата и би могъл да бъде екстрадиран в САЩ от Обединеното кралство.
Полански възнамерява филмът да отразява древната селска култура, която той е видял в Полша по време на Втората световна война след като бяга от Краковското гето. Сцените са повлияни от картини на френските художници Жорж дьо ла Тур (Georges de La Tour) и Гюстав Курбе от съответно XVII и XIX век. Андрю Пълвър (Andrew Pulver) от вестник Гардиан сравнява този елемент на филма със събуждането на американската селскостопанска работа във филма „Дните на рая“ (Days of Heaven) на Терънс Малик (Terence Malic). 
По време на третия месец на снимките, на 28 октомври 1978 г., ръководителят на операторския екип Джофри Ънсуърт (Geoffrey Unsworth) почива от сърдечен удар. Повечето от сниманите от него сцени са външни и са част от първата половина на филма. Гислен Клоке (Ghislain Cloquet) снима остатъка от филма, включително повечето от вътрешните сцени. Ънсуърт и Клоке са номинирани и печелят Оскар за най-добра кинематография. Клоке е номиниран за наградата „Сезар“ за кинематография, която печели.

## Музика
Музиката към филма е написана от Филип Сард (Philippe Sarde). Мелодията, свирена от Клер на блокфлейта, е известна полска народна песен – „Лаура и Филон“.

## Издаване
Тес е пуснат по кината в Съединените щати на 12 декември 1980 г. За целия период на прожектиране по кината филмът събира малко над 20 млн. щатски долара в САЩ (сравними с 60 млн. щатски долара през 2014 г.), което го прави 33-тия по касов сбор филм от 1980 г. 

### Критика
В рецензия за вестник Ню Йорк Таймс Джанет Маслин (Janet Maslin) описва Тес като „прекрасен, лиричен и неочаквано деликатен филм“ (a lovely, lyrical, unexpectedly delicate movie). Филмът е един от малкото любовни филми на Полански и е един от най-аплодираните му от критиците филми. 

## Награди
Тес е номиниран за шест награди „Оскар“, включително за най-добър филм, на 53-тата церемония по връчване на филмовите награди „Оскар“.  Също така е номиниран за четири награди „Златен глобус“ (печели две), три награди на Британската филмова академия (печели една) и шест награди „Сезар“ (печели три).
| Награда                    | Категория                           | Победи и номинации                                                   | Изход      |
| -------------------------- | ----------------------------------- | -------------------------------------------------------------------- | ---------- |
| 53-ти награди „Оскар“      | най-добър филм                      | Клод Бери (Claude Berri)                                             | номиниран  |
| 53-ти награди „Оскар“      | най-добър режисьор                  | Роман Полански                                                       | номиниран  |
| 53-ти награди „Оскар“      | най-добра музика                    | Филип Сард (Philippe Sarde)                                          | номиниран  |
| 53-ти награди „Оскар“      | най-добра сценография               | Пиер Гюфроа (Pierre Guffroy) и Джак Стивънс (Jack Stephens)          | печели     |
| 53-ти награди „Оскар“      | най-добра кинематография            | Джофри Ънсуърт (Geoffrey Unsworth) и Гислен Клоке (Ghislain Cloquet) | печели     |
| 53-ти награди „Оскар“      | най-добър дизайн на костюми         | Антъни Пауъл (Anthony Powell)                                        | печели     |
| 35-и награди на БАФТА      | най-добра кинематография            | Джофри Ънсуърт (Geoffrey Unsworth) и Гислен Клоке (Ghislain Cloquet) | печели     |
| 35-и награди на БАФТА      | най-добър дизайн на продукцията     | Пиер Гюфроа (Pierre Guffroy)                                         | номиниран  |
| 35-и награди на БАФТА      | най-добър дизайн на костюми         | Антъни Пауъл (Anthony Powell)                                        | номиниран  |
| Награди „Сезар“            | най-добър филм                      | Роман Полански                                                       | печели     |
| Награди „Сезар“            | най-добър режисьор                  | Роман Полански                                                       | печели     |
| Награди „Сезар“            | най-добра кинематография            | Гислен Клоке (Ghislain Cloquet)                                      | печели     |
| Награди „Сезар“            | най-добра актриса                   | Настася Кински                                                       | номинирана |
| Награди „Сезар“            | най-добър дизайн на продукцията     | Пиер Гюфроа (Pierre Guffroy)                                         | номиниран  |
| Награди „Сезар“            | най-добра музика, написана за филм  | Филип Сард (Philippe Sarde)                                          | номиниран  |
| 38-и награди Златен глобус | най-добър режисьор                  | Роман Полански                                                       | номиниран  |
| 38-и награди Златен глобус | най-добра актриса в драматичен филм | Настася Кински                                                       | номиниран  |
| 38-и награди Златен глобус | най-добър филм на чужд език         | Франция                                                              | печели     |
| 38-и награди Златен глобус | нова звезда на годината – актриса   | Настася Кински                                                       | печели     |